# Infanteriegewehr M/1809
Das Infanteriegewehr Modell 1809 (auch neupreußisches Infanteriegewehr oder Scharnhorstsches Infanteriegewehr genannt) ist eine Muskete und das letzte Steinschlossgewehr in der Preußischen Armee, bevor sich Gewehre mit Perkussionsschloss durchsetzten. Es wurde 1811 eingeführt und unter anderem in den Befreiungskriegen eingesetzt.

## Entwicklung
Die Militär Reorganisations-Kommission unter der Leitung von Generalmajor Gerhard von Scharnhorst forderte ab 1807 die Entwicklung eines neuen Infanterie-Gewehrs. Nach eingehenden Prüfungen und Tests verschiedener Muster wurde mit Kabinettsordre vom 29. Mai 1809 das endgültige Modell bestimmt. Als Vorbild für die Entwicklung des neupreußischen Infanteriegewehrs diente das erfolgreiche französische Infanteriegewehr Modell 1777.

## Produktion
Das Infanteriegewehr M/1809 wurde hauptsächlich in der Potsdam-Spandauer Königlich Preußischen Gewehrfabrique hergestellt, außerdem in den Gewehrfabriken in Neiße (Oberschlesien), Danzig, Saarn sowie in Suhler Waffenfabriken.
Ab 1839 wurden die noch diensttauglichen Gewehre M/1809 auf Perkussionszündung umgerüstet und als Modell M/39 bezeichnet. Laut königlicher Order sollten ab 1840 jährlich 30.000 neue Gewehre M/39 hergestellt werden. Infolge des Krimkrieges und weil nicht genügend der neuartigen Hinterlader-Zündnadelgewehre verfügbar waren, wurden 1855 fast alle Gewehre M/1809 und M/39 auf das System Minié aptiert, d. h. die Läufe mit Zügen versehen und Minié-Geschosse verwendet, wodurch das Infanteriegewehr nunmehr keine Muskete mehr war.